# Erdhund
Erdhunde oder Bauhunde sind Jagdhunde, die bei der Baujagd eingesetzt werden.
Erdhunde haben einen so geringen Brustumfang, dass sie Fuchs oder Dachs, selten auch dem Kaninchen in den unterirdischen Bau folgen können.

## Rassen
Die Fédération Cynologique Internationale (FCI) definiert:

„Erdhunde sind
- Hunde der Rassen der FCI Gruppen 3 und 4, die gemäss der FCI-Rassenomenklatur einer Arbeitsprüfung unterstellt sind,
- Terrier-Rassen, die auf nationaler Ebene, auf Antrag des nationalen Landesverbandes, einer Arbeitsprüfung unterstellt sind,
- und in der Lage sind, in einem Kunst- oder Naturbau erfolgreich am Fuchs oder Dachs zu arbeiten.“

In Gruppe 3 führt die FCI die Terrier, in Gruppe 4 die Dachshunde.
Erdhunde gemäß FCI Bestimmungen per 1. Januar 2011 sind:
| FCI-Standard | FCI-Gruppe | Rasse                      |
| ------------ | ---------- | -------------------------- |
| 010          | 3          | Border Terrier             |
| 012          | 3          | Foxterrier (smooth)        |
| 078          | 3          | Welsh Terrier              |
| 103          | 3          | Deutscher Jagdterrier      |
| 148          | 4          | Dachshund (Dackel, Teckel) |
| 169          | 3          | Foxterrier (wire)          |
| 339          | 3          | Parson Russell Terrier     |
| 345          | 3          | Jack Russell Terrier       |

## Einsatz bei der Baujagd
Erdhunde versuchen den Fuchs oder Dachs durch Verbellen und leichte Angriffsversuche zum Verlassen des Baus zu bringen. Hunde, die zu aggressiv sind, verletzen sich besonders beim Angriff auf den Dachs leicht.
Der Dachs lässt sich nur in seltenen Fällen zum Verlassen des Baues bewegen. Es wird dann oft ein Einschlag (das heißt, es wird ein Loch zum Bauhund gegraben) notwendig sein, um den Dachs zu erlegen. Um den Einschlag immer so zu planen, dass er auf den Hund kommt, wird dem Bauhund ein Sender umgehängt. Mit einem Ortungsgerät kann dann festgestellt werden, wo genau sich der Hund befindet.
Heute werden immer öfter künstliche Bauten für den Fuchs angelegt, um die Arbeit für den Bauhund zu erleichtern.